# Kanton Loreto
Der Kanton Loreto befindet sich in der Provinz Orellana im Nordosten von Ecuador. Er besitzt eine Fläche von 2151 km². Im Jahr 2022 lag die Einwohnerzahl bei rund 27.700. Verwaltungssitz des Kantons ist die Kleinstadt Loreto mit 3257 Einwohnern (Stand 2010). Der Kanton Loreto wurde 1992 eingerichtet.

## Lage
Der Kanton Loreto liegt im Westen der Provinz Orellana. Das Gebiet liegt in den Voranden und reicht im Osten ins Amazonastiefland. Im Nordwesten erhebt sich an der Kantonsgrenze der 3732 m hohe Vulkan Sumaco. Die Flüsse Río Suno und Río Payamino, beides linke Nebenflüsse des Río Napo, entwässern einen Großteil des Areals nach Osten. Die Fernstraße E20 führt von Puerto Francisco de Orellana über Loreto nach Westen zur E45 (Baeza–Tena).
Der Kanton Loreto grenzt im Osten an den Kanton Francisco de Orellana, im Süden an den Kanton Tena, im Westen an den Kanton Archidona, im Nordwesten an den Kanton Quijos sowie im Norden an den Kanton El Chaco. Die vier zuletzt genannten Kantone gehören zur Provinz Napo.

## Verwaltungsgliederung
Der Kanton Loreto ist in die Parroquia urbana („städtisches Kirchspiel“)
- Loreto

und in die Parroquias rurales („ländliches Kirchspiel“)
- Ávila Huiruno
- Puerto Murialdo
- San José de Dahuano
- San José de Payamino
- San Vicente de Huaticocha

gegliedert.

## Geschichte
Entwicklung der Einwohnerzahl im Kanton Loreto bei landesweiten Volkszählungen zum jeweiligen Gebietsstand:
| Jahr                    | Einwohner | +/-    |
| ----------------------- | --------- | ------ |
| 2001                    | 13.462    | –      |
| 2010                    | 21.163    | 57,2 % |
| 2022                    | 27.720    | 31 %   |
| Datenherkunft: Wikidata |           |        |

## Ökologie
Der äußerste Nordwesten des Kantons befindet sich im Nationalpark Sumaco Napo-Galeras. An dessen Rand liegt das in Privatbesitz befindliche Schutzgebiet Reserva Biológica del Río Bigal.